# Кугенер (Совєтський район)
Кугене́р (рос. Кугенер, марій. Кугэҥер) — присілок у складі Совєтського району Марій Ел, Росія. Входить до складу Ронгинського сільського поселення.
Стара назва — Кугунер.

## Населення
Населення — 238 осіб (2010; 265 у 2002).
Національний склад (станом на 2002 рік):
- марі — 97 %